# Cophotylus purpureus
Cophotylus purpureus är en insektsart som först beskrevs av Boris Petrovich Uvarov 1940.  Cophotylus purpureus ingår i släktet Cophotylus och familjen gräshoppor. Inga underarter finns listade i Catalogue of Life.